# ليون لي
ليون لي (بالإنجليزية: Leon Lee)‏ هو لاعب كرة قاعدة أمريكي، ولد في 4 ديسمبر 1952 في بيكرسفيلد في الولايات المتحدة.

## وصلات خارجية
- ليون لي على موقع الدوري الياباني لكرة القاعدة (الإنجليزية)
- ليون لي على موقعبيزبول رفرنس.كوم (الدوري الثانوي) (الإنجليزية)